# Seu de Fomento de Construcciones y Contratas
La Seu de Fomento de Construcciones y Contratas és un edifici situat al carrer Balmes, 36-42 de Barcelona, catalogat com a bé cultural d'interès local. Constitueix un dels millors exemples del Noucentisme classicista que hi ha l'arquitectura barcelonina, i actualment les seves dependències donen acollida a diverses oficines.

## Història
Va ser projectat el 1924 per l'arquitecte Jaume Torres i Grau com a seu de l'empresa Foment d'Obres i Construccions SA, fundada el 1900. El 1925 seria premiat en el Concurs d'edificis artístics de l'Ajuntament de Barcelona, podent-se observar encara avui en dia la placa commemorativa que s'hi va instal·lar.

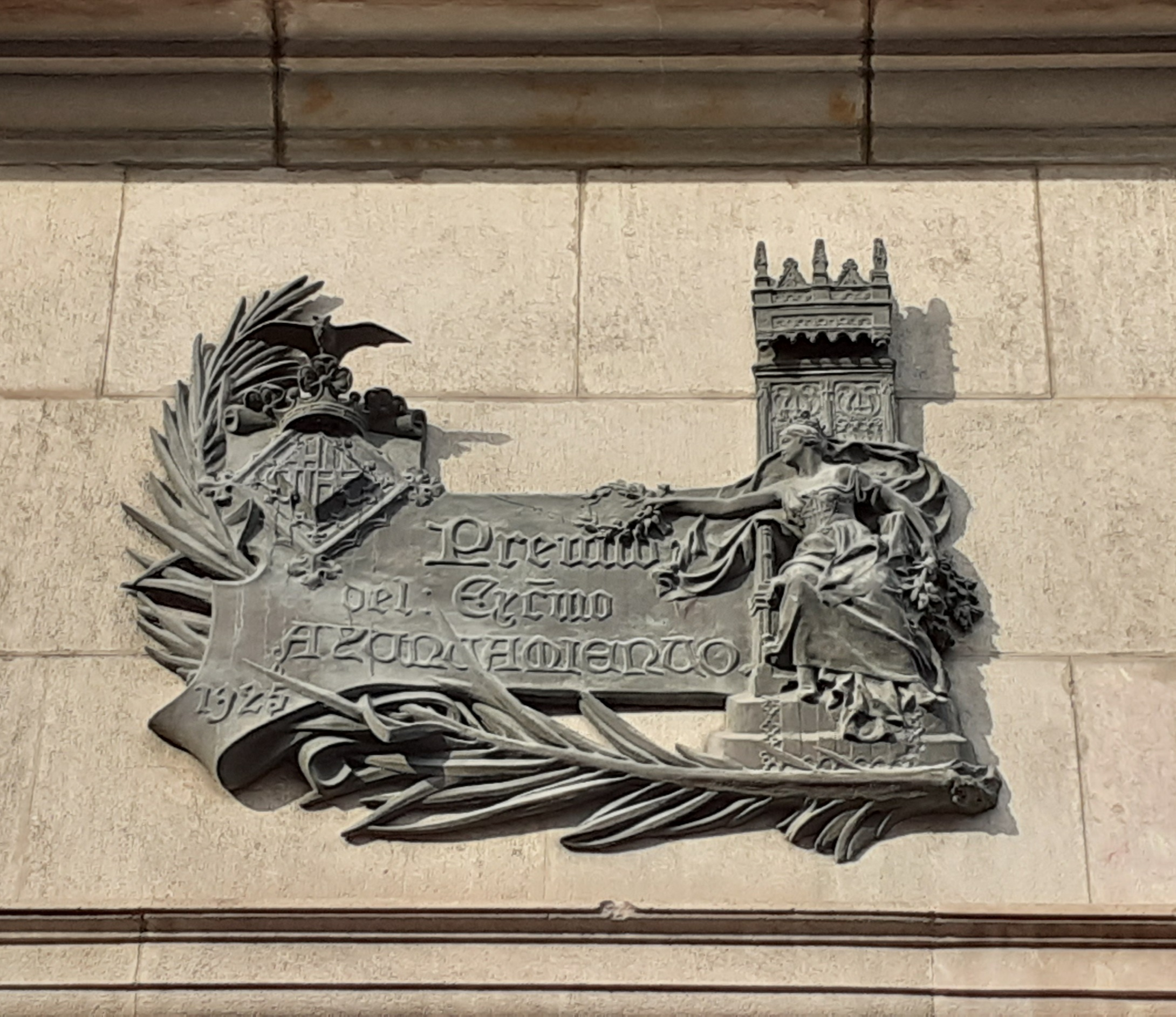
Placa commemorativa del concurs d'edificis artístics

## Descripció
Consta de planta baixa i quatre pisos. Sota la cornisa es desenvolupa un petit espai per permetre la ventilació del terrat a la catalana, a través de petites obertures rectangulars. La composició en planta es configura al voltant de tres celoberts, un central i dos laterals, al voltant dels quals i de la gran escala monumental es desenvolupen les diverses estances.
La façana, realitzada en pedra de Montjuïc, mostra una composició tripartida clarament diferencia amb pilastres i es caracteritza per la sòbria monumentalitat, aconseguida a través d'un vocabulari clàssic, encara que amb algun tret d'origen barroc. Cada nivell té una composició diferent, sempre utilitzant recursos extrets del repertori clàssic que emfasitzen el caràcter representatiu de l'edifici.
El cos central de la planta baixa està ocupat per una porta coronada amb un frontó triangular trencat i que es troba flanquejada per dues finestres d'arc escarser. Aquest tipus d'arc escarser es repeteix amb majors dimensions als cossos laterals, tot configurant dues grans portalades.
Una estreta línia de cornisa separa la planta baixa dels pisos superiors i serveix com a base de les baranes dels balcons ampitats que es desenvolupen a la planta primera. Les obertures d'aquest pis es caracteritzen per la seva composició classicista fent ús de columnes corínties en grup de tres (un per cos de façana) que conformen una mena de galeries que es repeteixen al pis següent. Separat d'aquest últim per una cornisa dòrica, les obertures es disposen igualment a manera de galeries, en aquest cas però, amb columnes d'ordre jònic que es coronen amb frontons triangulars i semicirculars alternats.
Aquesta superposició d'ordres es veu trencat al tercer pis on es desenvolupa un cos de finestres rectangulars motllurades (tres per cos de façana) i que se separa del darrer nivell a través d'una estreta cornisa. L'últim nivell es configura a manera de solana o galeria porticada amb columnes de fust llis i capitell jònic que suporten un entaulament corregut, a sobre del qual es disposen les petites obertures del terrat a la catalana.
L'edifici es clou amb una gran cornisa amb entaulament dòric, coronat amb quatre escultures al·legòriques fetes per Josep Tenas.